# África do Sul nos Jogos Olímpicos de Verão de 1948
A África do Sul competiu nos Jogos Olímpicos de Verão de 1948, realizados em Londres, Inglaterra.